# Кшешувка
Кшешувка (пол. Krzeszówka) — село в Польщі, у гміні Ксьонж-Великі Меховського повіту Малопольського воєводства.
Населення — 152 особи (2011).
У 1975-1998 роках село належало до Келецького воєводства.

## Демографія
Демографічна структура станом на 31 березня 2011 року:
|          | Загалом | Допрацездатний вік | Працездатний вік | Постпрацездатний вік |
| -------- | ------- | ------------------ | ---------------- | -------------------- |
| Чоловіки | 74      | 10                 | 48               | 16                   |
| Жінки    | 78      | 18                 | 39               | 21                   |
| Разом    | 152     | 28                 | 87               | 37                   |